# حادثة الدم الفاسد

انتشار تأثير الدم الفاسد بين الشخصيات في Ironforge، إحدى مدن World of Warcraft داخل اللعبة

وقعت حادثة الدم الفاسد (Corrupted Blood incident ) المعروفة أيضًا باسم جائحة وورلد اوف ووركرافتWorld of Warcraft pandemic )  في الفترة ما بين 13 سبتمبر و8 أكتوبر 2005، في وولد أوف ووركرافت ، و هي لعبة تقمص الأدوار عبر الإنترنت متعددة اللاعبين على نطاق واسع (MMORPG) طورتها شركة Blizzard Entertainment . عند المشاركة في معركة رئيس معينة في نهاية الغارة ، ستصاب شخصيات اللاعبين بتأثير سلبي ينتقل بين الشخصيات في مكان قريب. في حين أن المطورين كانوا يعتزمون إبقاء تأثيرات الإضعاف تلك داخل منطقة اللعبة الخاصة بهذا الرئيس، إلا أن إغفالًا في البرمجة سرعان ما أدى إلى انتشار وباء داخل اللعبة في جميع أنحاء كوكب أزيروث الخيالي.
قدمت وولد أوف ووركرافت منطقة اللعبة وهي زول غوروب(Zul'Gurub) في 13 سبتمبر. ألقى زعيم المنطقة، هاكار ذا سولفاير، تعويذة الدم الفاسد على المشاركين في الغارة، والتي انتهى تأثيرها عندما هزم اللاعبون هاكار. لكن الدم الفاسد انتشر قريبًا إلى ما هو أبعد من منطقة زول غروب من خلال قيام اللاعبين بإلغاء تنشيط رفقائهم الحيوانات المصابين، و الذين عندما تم إعادة تنشيطهم في مناطق غير قتالية مكتظة بالسكان، لا يزالون تحت تأثير التعويذة، و أصبحون ناقلين للمرض ، بينما أصبحت الشخصيات غير القابلة للعب حاملين بدون أعراض . تباينت ردود أفعال اللاعبين تجاه وباء الدم الفاسد: فقد قدم البعض المساعدة عن طريق شفاء اللاعبين أو تحذيرهم من مناطق تفشي المرض، بينما قام المخربون عمدًا بالتعاقد مع التأثير السلبي لنشره في جميع أنحاء عالم اللعبة. بعد عدة إصلاحات سريعة فاشلة، أنهت بليزارد الوباء من خلال إجراء إعادة تعيين صعبة و التنقيح لمنع الرفاق من الإصابة بالدم الفاسد تمامًا.
على الرغم من أنها كانت نتيجة لخلل في البرنامج ، إلا أن حادثة الدم الفاسد اكتسبت شهرة طويلة الأمد بين ممارسي اللعبة و اهتمامًا خاصا بين الباحثين في الأمراض في العالم الحقيقي. طورت بليزارد أوبئة مقصودة داخل اللعبة في مجموعتين توسعيتين :رات أوف دي ليتش كينغ في عام 2008 و شادوو لاندز في عام 2020. و في الوقت نفسه، اهتم علماء الأوبئة بكيفية قدرة ألعاب تقمص الأدوار متعددة اللاعبين عبر الإنترنت، على عكس النماذج الرياضية، و التقاط الاستجابات البشرية الفردية لتفشي الأمراض بدلاً من توليد افتراضات حول السلوك.

## الخلفية
أصدرت شركة بليزارد انتيرتيمانت لعبة وولد أوف وووركرافت ، وهي لعبة تقمص الأدوار الجماعية عبر الإنترنت (MMORPG)، في 23 نوفمبر 2004، في أمريكا الشمالية و أستراليا، و الى ذلك إصدار أوروبي في فبراير 2005. و في هذا النوع من الألعاب، يقوم اللاعبون بإنشاء شخصياتهم من خلال الاختيار بين العديد من الأجناس الخيالية، و فئات الشخصيات كذلك ، والولاء لأحد الفصائل الموجودة في الكون. بعد إنشاء شخصيته، يبدأ اللاعب مهمة في عالم أزيروث الخيالي، حيث يمكنه محاربة الوحوش إما بمفرده أو مع لاعبين آخرين في مجموعات. بالنسبة لمهام الزحف داخل الزنزانة الأكبر، يمكن للاعبين إنشاء مجموعة غارات تصل إلى 40 شخصية. فيكتسب اللاعبون مستويات الخبرة من خلال إكمال المهام و هزيمة الشخصيات غير القابلة للعب (NPCs) مثل الوحوش أو التنانين. إن اكتساب مستويات الخبرة، والدروع ذات المستوى الأعلى، والأسلحة المحسنة يسمح بعد ذلك لشخصيات اللاعب بالمشاركة في زحف الأبراج المحصنة الأكثر صعوبة.
حظيت هذه اللعبة بشعبية كبيرة فور إصدارها، إذ وصل عدد مشتركيها إلى أكثر من 240 ألف مشترك خلال 24 ساعة من إطلاقها في أمريكا الشمالية. و في مارس 2005، وصلت قاعدة المشتركين إلى 1.5 مليون فرد. بحلول وقت وقوع حادثة الدم الفاسد، أصبح لدى اللعبة أكثر من أربعة ملايين مشترك، أي ما يعادل تدفق إيرادات سنوية بقيمة 700 مليون دولار. كانت لعبة MMORPG الأكثر شعبية بشكل ملحوظ في ذلك الوقت: حيث بلغ عدد المشتركين في EverQuest II حوالي 500000 مشترك في سبتمبر 2005، بينما واجهت لعبة The Matrix Online صعوبة في الحصول على 50000 مشترك في غضون ثلاثة أشهر من إصدارها. للاحتفاظ بمشتركيها بعد أن أنهى اللاعبون كل المحتوى المتاح عند إصدارها' احتفظت بليزارد بفريق من المطورين لإضافة محتوى جديد بانتظام مثل الغارات.

## الحادثة

### غارة زول غوروب و أصول الوباء
أضيفت ولزغوروب المنطقة هو هاكار ذا سولفاير، الذي كان يلقي فتأثيرًا سلبيًا على اللاعبين يُسمى "الد م الفاسد". بعد أن يلقي هاكار "الدم الفاسد" على لاعب واحد في مجموعة الغارات، سيتم نقل التأثير السلبي إلى شخصيات لاعبين آخرين في مكان قريب. كان من المهف الدم الفاسد لمدة 10 ثوانٍ، أو حتى يهزم اللاعبون هاكار، أيهما يأتي أولاً. كانت إحدى آليات الشفاءمقررالمها هاكار هي صعق مجموعة الغارات مؤقتًا واستنزاف دمائهم. كان مطورو بليزارد يعتزمون أن يهزم اللاعبون هاكار من خلال إضعافه أولاً بالهجمات ثم تعريض أنفسهم لـلدم الفاسد.
كان المطورون يعتزمون الحد من تأثيرات الإضعاف إلى منطقة زول غوروب، و لكن خطأ في البرمجة أدى إلى انتشاره في جميع أنحاء عالم اللعبة. يمكن للاعبين الذين لديهم رفقاء من الحيوانات أثناء معارك الزعماء حماية الحيوانات الأليفة المصابة بالدم الفاسد عن طريق وضعها في نوع من الرسوم المتحركة المعلقة في منتصف القتال. تم إعادة تنشيط هذه الحيوانات الأليفة لاحقًا بعد اكتمال معركة الزعيم، لكن المطورين نسوا تضمين "مفتاح إيقاف التشغيل" الذي من شأنه التعرف على انتهاء الغارة و إزالة التأثير السلبي عن الرفاق. سيذهب اللاعبون الذين هزموا هاكار بعد ذلك سريعا إلى أسواق المراكز الحضرية و ذلك لإصلاح دروعهم و أسلحتهم التالفة. ثم يقومون بإعادة تنشيط حيواناتهم الأليفة المصابة، و التي أصبحت ناقلات للأمراض ، مما سمح للدم الفاسد بالانتشار خارج اللاعبين المشاركين في الغارة. قد يُصاب غير اللاعبين الآخرين بالمرض، لكنهم سيكونون غير قادرين على الموت، و أصبحوا حاملين بدون أعراض لشخصيات اللاعب بدلا من ذلك.
بمجرد انتشاره خارج منطقة زول غوروب، سرعان ما أصبح الدم الفاسد وباءً في كوكب أزيروث. و لأنه لم يتم التعرف على أي حالة صفر على الإطلاق، سرعان ما انتشر المرض في أورجريمار، عاصمة الأورك ،  وفي مدينة الأقزام آيرونفورج أيضا. لم يكن هناك علاج داخل اللعبة لـلوباء، الذي ألحق ضررًا يتراوح بين 263 و337 نقطة إصابة كل ثانيتين. سيكون هذا المستوى من الإضرار كافيًا لقتل شخصية ذات أعلى مستوى خبرة في ذلك الوقت في 30 ثانية أو أقل. على الرغم من أن شخصيات اللاعبين في وولد أوڤ وولدكرافت يتم إحياؤها بعد الموت،  فإن الملابس الواقية التي حصل عليها اللاعب سوف تتضرر بنسبة 10% عند كل وفاة، وتصبح غير متينة و بالتالي غير قابلة للاستخدام بنسبة 0% حتى يتم إصلاحها بواسطة بعض الشخصيات غير القابلة للعب.

### ردود أفعال اللاعبين و استجاباتهم
أدى الوصول المفاجئ و انتشار وباء الدم الفاسد إلى حالة من الذعر على نطاق واسع بين قاعدة مستخدمي اللعبة ' أخبر أحد اللاعبين صحيفة واشنطن بوست أن تعليقات دردشة العالم أجمع كانت تكاد تنفجر في أي وقت تسقط فيه مدينة. حيث كنا نراقب عن كثب ليس فقط دردشة طايفتنا ولكن أيضًا دردشة العالم لنرى إلى أين لا نذهب. لم نكن نريد أن نصاب بالعدوى". كان لاعبو اللعبة العاديون الذين قرأوا عن الحادث في الأخبار يسجلون الدخول إلى حساباتهم لفهم الوباء بشكل أفضل، مما أدى إلى إصابة شخصياتهم على الفور. سرعان ما امتلأت بيئة اللعبة بهياكل عظمية وجثث لشخصيات اللاعب الذين استسلموا للعدوى، و وصفت المنتديات على الإنترنت رؤية "مئات" من هذه الجثث في جميع أنحاء المراكز السكانية في أزيروث. وصف أحد اللاعبين مدينة أزيروث الخيالية بأنها "مليئة بالجثث المتراكمة و"الشوارع أصبحت بيضاء بالكامل بسبب عظام الموتى". نشر آخر أن "بعض الخوادم أصبحت سيئة للغاية لدرجة أنه لا يمكنك الدخول إلى المدن الكبرى دون الإصابة بالطاعون. وأي شخص أقل من المستوى 50 يموت على الفور تقريبًا."  تكهن بعض اللاعبين بشكل غير صحيح بأن حادثة الدم الفاسد كانت متعمدة، حيث كان المطورون يعتزمون أن تؤدي معركة زعيم هاكار مباشرة إلى حدث لعبة قائم على الوباء.
و بمجرد إدراك اللاعبون نطاق الوباء، تباينت ردود الفعل الفردية تجاه العدوى. حيث توجه بعض اللاعبين الذين لدى شخصياتهم قدرات الشفاء إلى المدن الكبرى كمستجيبين أوليين مرتجلين، لكن سرعان ما أصيبت تلك الشخصيات بالمرض و ماتت أيضًا. كانت تدابير الشفاء غير فعالة بشكل كبير، حيث كانت فئة شخصية واحدة فقط، البالادين، قادرة على إزالة التأثيرات السلبية لطبيعة الدم الفاسد، و كان اللاعبون معرضين لخطر إعادة الإصابة فور الشفاء تقريبًا. في أغلب الأحيان، بدلاً من إزالة عدوى الدم الفاسد، فإن شفاء الشخصيات كان مجرد إبقاء الشخصيات على قيد الحياة و معدية، و بالتالي إطالة فترة انتشار العدوى. في هذه الأثناء، تقف شخصيات اللاعبين الأقل قوة على جوانب المدن المصابة، لتحذر شخصيات اللاعبين الأخرى من الدخول. قام اللاعبون بنقل المعلومات من بعيد باستخدام وظيفة الدردشة الأكثر انتشارًا في اللعبة، و هي "الصراخ". أصبح لاعب واحد على الأقل مناديًا غير رسمي للمدينة ، حيث يقوم بالإعلان عن التطورات الجديدة المتعلقة بالجائحة في الأماكن العامة في العالم المفتوح. قام لاعبون آخرون بتطبيق أساليب الحجر الصحي الذاتي، حيث ظلوا في مناطق برية الأقل سكانًا في أزيروث بدلاً من دخول البلدات أو المدن التي قد يتعرضون فيها لخطر الإصابة بالعدوى. وبالرغم أن الوباء كان فقط في العالم الافتراضي، فقد أشارت عالمة الأوبئة نينا فيفيرمان إلى أن "اللاعبين بدوا و كأنهم يشعرون حقًا بأنهم معرضون للخطر و أخذوا تهديد العدوى على محمل الجد، على الرغم من أنه كان مجرد لعبة".
استغل اللاعبون الحزينون، الذين يمارسون تكتيكات سيئة النية في ألعاب تعدد اللاعبين، حادثة الدم الفاسد لاستهداف و إزعاج لاعبين آخرين. حيث كانوا يتعاقدون عمدًا مع الدم الفاسد و يسافرون إلى مناطق ذات كثافة سكانية عالية لنشره بشكل أكبر. قال أحد الحزانى الذين انخرطت نقابتهم في هذه الممارسة لـ شبكة واير أنه فعل ذلك لأنه كان متسليًا بردود أفعال اللاعبين الآخرين، قائلاً: "إنه لمن المضحك مشاهدة الناس يركضون وهم يصرخون". قارن فيفرمان هؤلاء اللاعبين بماري تيفوئيد ، وهي حاملة لحمى التيفوئيد بدون أعراض و التي قاومت جل التحذيرات وامتنعت عن الحجر الصحي لإصابة الآخرين بالمرض. و غالبًا ما تضمنت المناقشة في منتديات الدردشة عبر الإنترنت حول الدم الفاسد معلومات مضللة وسط ارتباك عام.

### استجابة المطور ونهاية الحادث
في حوالي الساعة 1:15أو  12:00 مساءً حسب توقيت شرق الولايات المتحدة من يوم 16 سبتمبر، أفاد أحد أعضاء فريق عمل بليزارد أن الفريق "على علم بالمشكلة ويعمل على حلها". و بينما أدركت الشركة بسرعة أن الدم الفاسد انتشر إلى ما هو أبعد من نطاقه المقصود، فقد ثبت أن تحديد المشكلة التي أدت إلى الوباء و إصلاحها أمر صعب. كانت إحدى الخطوات الأولى التي اتخذتها الأخيرة لمحاولة احتواء الفيروس هي إنشاء مناطق حجر صحي، و وضع حواجز حول المناطق المصابة بشدة. الذي كان له تأثير محدود. حيث تمكن بعض اللاعبين من تجاوز إجراءات الاحتواء هذه. علاوة على ذلك، واجه المطورون صعوبات في عزل الفيروس و إزالته من الحيوانات الأليفة التي كانت السبب في انتشاره. كان الحل الوحيد لعلاج رفقاء الحيوانات الأليفة هما التحقق يدويًا من إصابة كل حيوان في عالم اللعبة بالدم الفاسد أو تطوير "كود مخترق حقًا" يتحقق تلقائيًا من الإصابة في كل مرة يتم فيها استدعاء رفيق.
حاولت الشركة إيقاف الوباء من خلال الإصلاحات العاجلة عبر إعادة تشغيل كل خادم لعبة على أساس مستمر، و لكن سرعان ما ظهرت حالات تفشي الدم الفاسد في المناطق التي أعيد تشغيلها. كما جاءت هذه الأوبئة بشكل مستمر:فكان الطاعون يتبدد بعد المرور عبر منطقة معينة من اللعبة، ليعود مرة أخرى بمجرد أن يعتقد اللاعبون أن الخطر قد مر، فيعيدون ملء المنطقة من جديد. بعد مرور أسبوع واحد دون العثور على علاج مناسب، قامت بإعادة ضبط خوادم اللعبة بشكل كامل، مما أدى إلى إعادة ضبط أزيروت إلى حالتها قبل تقديم الدم الفاسد. في 8 أكتوبر، أصدرت شركة Blizzard تصحيحًا لللعبة مما جعل رفقاء الحيوانات الأليفة محصنين تماما ضد الإصابة بالدم الفاسد.

## التأثير

### على وولد أووف ووركرافت و الألعاب الأخرى
ورغم أن شركة بليزارد لم تكن تنوي إنشاء حدث وبائي عبر واقعة الدم الملوث إلا أنها أشارت إلى الشعبية التي حظي بها الوباء. في عام 2008، أطلقت وباءً متعمدًا هذه المرة في نفس اللعبة لتكرار نجاح وباء الدم الفاسد. في 22 أكتوبر، قبل وقت قصير من إصدار مجموعة توسعةللعبة بعنوان راث أووڤ دي ليتش كينغ، ظهرت عدة صناديق غامضة في إحدى مدن أزيروث. أصيبت الشخصيات اللاعبة التي تفقدت هذه الصناديق بمرض غير معروف، و إذا لم يجدوا علاجًا خلال 10 دقائق، فسيتم تحويلهم على الفور إلى زومبي. على عكس نسخة الدم الفاسد، كان من الممكن علاج عدوى الزومبي من خلال تعويذات الشفاء أو بمساعدة NPC. ومع ذلك، ومع تزايد عدد الشخصيات المصابة، أصبح الإطار الزمني للشفاء أقصر وأد أصبح الفيروس مقاومًا للتطهير. لذلك، أوقفت الشركة وباء ليتش كينغ في 28 أكتوبر خاصة بعد تلقي العديد من شكاوى اللاعبين تفيد بأن عدوى الزومبي كانت تقلل من أهمية أجزاء أخرى من اللعبة.
كان هناك وباء زومبي آخر يُعرف باسم غزو الآفة في نسخة وولد أووڤ ووركرافت:ساداو لاند لعام 2020. للتقليل من هجمات الإزعاج، تم تصميم غزو الآفة لجعل المشاركة في الحدث خيارًا واعيًا أكثر من قبل اللاعبين الذين أرادوا القتال ضد جحافل الزومبي هذه المرة. ومع ذلك، تلقى غزو الآفة انتقادات بسبب تعامله مع اللاعبين الجدد. أنشأت اللعبة منطقة بداية جديدة للاعبين تدعى: الوصول للمنفى. حيث فصلت الشخصيات الجديدة عن بقية اللعبة حتى وصولها إلى المستوى 10. و بينما تم عزل منطقة البداية البديلة هذه عن وباء الزومبي، ظل اللاعبون الذين بدأت شخصياتهم في مناطق بداية أخرى عرضة للإصابة و الموت أيضا.
في عام 2012، أصدرت لعبة ستار وورز: المملكة القديمة(لعبة Star Wars: The Old Republic ، )وهي لعبة MMORPG من إنتاج بيو ويير ، مرضًا عبر الإنترنت يشبه طاعون الدم الفاسد. حيث الشخصيات المصابة بطاعون راكغول ستصاب بسعال مميز يصبح أعلى تدريجيًا قبل أن يتحولوا إلى مخلوق يشبه الزومبي. نظرًا لأنه كان ينتقل بسهولة أكبر في المراكز ذات الكثافة السكانية العالية، فقد أجرى اللاعبون أعمالهم في مناطق تجارية أكثر بعدًا لتجنب العدوى. على عكس حادثة الدم الفاسد، أطلقت شركة بيو ووير عمدًا وباء راكݣو، وحصلت الشخصيات التي أصيبت بالمرض على عناصر خاصة. صرح المصمم الرئيسي دانييل إريكسون للصحفيين أن طاعون راكݣول مستوحى من حادثة الدم الفاسد، لكن المطورين أرادوا توجيه اللاعبين بعيدًا عن الحزن إلى التفاعلات الإيجابية مع الوباء.
في 2010, تمت إضافبليزاردة إلى زولWغوروب csic في عام 2020، ولكن نظرًا لأن Classic مشتق من الكود الذي تم إنشاؤه بعد تصحيح Corrupted Blood، فقد كانت اللعبة وولد أووڤ ووركرافت التقليدية( حيوانات الأليفة محصنة ضد C)orrupted Blood ل مما منع حدوثكلمة كلاسيكأخرى.

### كنموذج بحثي
لقد لفت تأثير وباء الدم الفاسد على لاعبي وولد أووڤ ووركرافت انتباه علماء الأوبئة. اتصلت مراكز السيطرة على الأمراض و والوقاية (CDC) بشركة بليزارد بعد الحادث، و سألتهم عما إذا كان بإمكانهم استخدام البيانات من ما اعتبروه محاكاة مخططة للأمراض لإعلام أبحاث نمذجة الأمراض الخاصة بهم. أبلغت الشركة المنشأة العلمية أن تفشي الدم الفاسد كان نتيجة غير مقصودة لخلل في البرنامج وبالتالي لم يكن لديهم أي بيانات قابلة للاستخدام. وعلى الرغم من طبيعتها العرضية، فإن حادثة الدم الفاسد تحمل العديد من أوجه التشابه مع الأوبئة في العالم الحقيقي، مما دفع الباحثين إلى استكشاف الحدث كنموذج للمرض. وفي مقال نشر في مجلة علم الأوبئة ، قارن ران باليسر من جامعة بن جوريون في النقب الدور الذي لعبته الحيوانات الأليفة في انتشار الدم الفاسد في إنفلونزا الطيور ، عبر البط بدون أعراض. كما تمت مقارنة استخدام السفر السريع لنشر المرض بسرعة بين المواقع البعيدة بدور السفر الجوي في تفشي مرض السارس في الفترة 2002-2004 .
من الأمور ذات الأهمية الخاصة للباحثين في استخدام ألعاب MMORPG في علم الأوبئة أن استجابات الشخصية لوباء افتراضي هي نتيجة لردود أفعال اللاعب الفردية، مما يضيف "مستوى من الأصالة غير موجود في المحاكاة الأخرى". يدرس الباحثون في مجال الأمراض عادة انتشار الأمراض والسيطرة عليها من خلال استخدام ثلاثة نماذج عامة، و كل منها يفترض افتراضات مهمة حول السلوك البشري. و نظرًا لأن السلوك يصعب التنبؤ به، فإن فعالية هذه النماذج محدودة. لذلك، يؤدي استخدام بيئات MMORPG مثل وولد أووڤ ووركرافت إلى إقحام السلوك البشري في نماذج المرض: بينما تكون شخصيات اللاعب افتراضية، فإن اللاعبين مرتبطون بصحة ونجاح شخصياتهم و الآخرين، مما يخلق بيئة اجتماعية غامرة. فعلى سبيل المثال، تتضمن نماذج ألعاب الفيديو بالضرورة سلوكيات اللاعب التي لن يتم تضمينها في نموذج عام. فعندما تدخل الشخصيات عمدًا إلى مناطق مصابة على أمل أن تحميهم شخصية قادرة على الشفاء، فهذا السلوك يشبه تمامًا عندما يعرض الأفراد أنفسهم للعدوى تحت الاعتقاد بأن لقاحًا قد يكون موجودًا في المنطقة.
أبدى بعض الباحثين شكوكهم في فكرة أن الألعاب مثل وور كرافت قد تحاكي بدقة أنماط الأمراض المعدية في العالم الحقيقي. على الرغم من أن جاري سميث، أستاذ في جامعة بنسلفانيا ، اعترف بأن النماذج الرياضية للأمراض تفشل في أخذ طيف السلوك البشري في الاعتبار، إلا أنه تساءل عن قدرة لعبة فيديو على علاج هذا الخطأ، قائلاً إن "الدراسة هي مجرد "مراقبة" مثل دراسات تفشي الأمراض في العالم الحقيقي". تساءل ديمتري ويليامز، الأستاذ المساعد في جامعة جنوب كاليفورنيا و ممارسة اللعبة أيضا ، عما إذا كان سلوك لااعب في لعبة حيث فيها يتم تشجيعك على التصرف بطريقة لن تتصرف بها أبدًا في وضع عدم الاتصال بالإنترنت، يمكن تطبيقه على العالم الحقيقي. لاحظ نيل فيرجسون ، مدير مركز MRC لتحليل الأمراض المعدية العالمية ، أنه نظرًا لأن الشخصيات يمكن أن تتجدد، فلا يوجد خطر كبير في الإصابة بمرض افتراضي، مما يحد من إمكانية تطبيق سلوك اللاعب في العالم الحقيقي.
في حين أن حادثة الدم الفاسد خلقت التركيز على ألعاب الفيديو كأدوات لأبحاث الأمراض، كانت هناك بعض الجوانب المحددة للتأثير السلبي الذي حد من تطبيقه على الأوبئة الأخرى. مثلا، كان معدل التكاثر الأساسي للدم الفاسد أعلى بشكل ملحوظ من أي مسبب مرضي تم رصده في العالم الحقيقي، مما أثر بدوره على معدل الانتشار و ردود أفعال اللاعب. بالإضافة إلى ذلك، فإن اللاعبين الذين أصيبوا بالدم الفاسد لم يكتسبوا مناعة ضد التأثير السلبي، مما أدى إلى استمرار انتشار العدوى إلى الأبد.
و بعيدًا عن أبحاث الأمراض، تكهن البعض بأن هجمات الحزن التي وقعت أثناء جائحة الدم الفاسد قد توفر نموذجًا لأبحاث الإرهاب البيولوجي . صرح تشارلز بلير من مركز دراسات الإرهاب والاستخبارات لمجلة وايرد أنه كما ساعدت اللعبة استكمال السلوك البشري في نماذج الأمراض العامة، فإن سلوك المخربين يمكن أن يعزز عملية اتخاذ القرار التكتيكي التي تنفذ عبر الكمبيوتر بواسطة الباحثين في مجال مكافحة الإرهاب.

### مقارنات مع جائحة كوفيد-19
أدى التأثير المفاجئ لجائحة كوفيد-19 في عام 2020 إلى دفع العديد من الباحثين إلى اللجوء إلى حادثة الدم الفاسد كنموذج محتمل لفهم التأثير الاجتماعي للفيروس الجديد. أجرى مشروع إيليوزيوم، وهي منظمة مستقلة يقودها المعجبون و تعمل على صيانة الإصدارات المبكرة من وولد أووڤ ووركرافت ، تجربة بعنوان "وباء في أزيروث" و التي تحاكي حادثة الدم الفاسد و جائحة COVID-19. أصاب الوباء 88 في المائة من اللاعبين النشطين، و لكن من خلال تنفيذ تدابير التعقيم والعزل، انخفض هذا الرقم قريبًا إلى 42.2 في المائة.
و أشار باحثون آخرون إلى أوجه التشابه بين اللعبة و الأوبئة في العالم الحقيقي. كان لكل من الفيروسين تأثير مباشر على المناطق الحضرية الكثيفة، مما حد من فعالية إجراءات الاحتواء في وقف انتشار المرض، في حين سمح السفر الجوي، مثل السفر السريع في اللعبة بانتشار العدوى عبر أجزاء كبيرة من العالم بسهولة. حيث قارن لوفجرين "المستجيبين الأوائل" في اللعبة، والذين أصيب العديد منهم بالدم الفاسد عندما حاولوا علاج الآخرين، بالعاملين في مجال الرعاية الصحية الذين كانوا يعالجون المصابين بمرضى كوفيد-19 و أصيبوا هم أنفسهم بالعدوى. في حين لم يتم إجراء تشبيه مباشر للمتسببين في الحزن، إلا أن لوفجرين اعترف أيضًا بالأفراد الذين أصيبوا بفيروس كوفيد-19 لكنهم اختاروا عدم الحجر الصحي ، و بالتالي إصابة الآخرين نتيجة الإهمال.

## روابط خارجية
- Corrupted Blood (debuff) on the Warcraft Wikiلدم الفاسداقالب:Warcraft universeقالب:Video game controversy